# Danh sách xã thuộc tỉnh Kiên Giang
Tính đến ngày 1 tháng 12 năm 2024, tỉnh Kiên Giang có 143 đơn vị hành chính cấp xã, trong đó có 116 xã.
Dưới đây là danh các xã thuộc tỉnh Kiên Giang hiện nay.
| Xã                | Trực thuộc          | Diện tích (km²) | Dân số (người) | Mật độ dân số (người/km²) | Thành lập |
| ----------------- | ------------------- | --------------- | -------------- | ------------------------- | --------- |
| An Minh Bắc       | Huyện U Minh Thượng |                 |                |                           |           |
| An Sơn            | Huyện Kiên Hải      |                 |                |                           |           |
| Bãi Thơm          | Thành phố Phú Quốc  | 96,84           |                |                           |           |
| Bàn Tân Định      | Huyện Giồng Riềng   |                 |                |                           |           |
| Bàn Thạch         | Huyện Giồng Riềng   |                 |                |                           |           |
| Bình An           | Huyện Châu Thành    |                 |                |                           |           |
| Bình An           | Huyện Kiên Lương    |                 |                |                           |           |
| Bình Giang        | Huyện Hòn Đất       |                 |                |                           |           |
| Bình Minh         | Huyện Vĩnh Thuận    |                 |                |                           |           |
| Bình Sơn          | Huyện Hòn Đất       |                 |                |                           |           |
| Bình Trị          | Huyện Kiên Lương    |                 |                |                           |           |
| Cửa Cạn           | Thành phố Phú Quốc  | 59,86           |                |                           |           |
| Cửa Dương         | Thành phố Phú Quốc  | 187,40          |                |                           |           |
| Dương Hòa         | Huyện Kiên Lương    |                 |                |                           |           |
| Dương Tơ          | Thành phố Phú Quốc  | 80,40           |                |                           |           |
| Định An           | Huyện Gò Quao       |                 |                |                           |           |
| Định Hòa          | Huyện Gò Quao       |                 |                |                           |           |
| Đông Hòa          | Huyện An Minh       |                 |                |                           |           |
| Đông Hưng         | Huyện An Minh       |                 |                |                           |           |
| Đông Hưng A       | Huyện An Minh       |                 |                |                           |           |
| Đông Hưng B       | Huyện An Minh       |                 |                |                           |           |
| Đông Thái         | Huyện An Biên       |                 |                |                           |           |
| Đông Thạnh        | Huyện An Minh       |                 |                |                           |           |
| Đông Yên          | Huyện An Biên       |                 |                |                           |           |
| Gành Dầu          | Thành phố Phú Quốc  | 87,01           |                |                           |           |
| Giục Tượng        | Huyện Châu Thành    |                 |                |                           |           |
| Hàm Ninh          | Thành phố Phú Quốc  | 70,29           |                |                           |           |
| Hòa An            | Huyện Giồng Riềng   |                 |                |                           |           |
| Hòa Chánh         | Huyện U Minh Thượng |                 |                |                           |           |
| Hòa Điền          | Huyện Kiên Lương    |                 |                |                           |           |
| Hòa Hưng          | Huyện Giồng Riềng   |                 |                |                           |           |
| Hòa Lợi           | Huyện Giồng Riềng   |                 |                |                           |           |
| Hòa Thuận         | Huyện Giồng Riềng   |                 |                |                           |           |
| Hòn Nghệ          | Huyện Kiên Lương    |                 |                |                           |           |
| Hòn Tre           | Huyện Kiên Hải      |                 |                |                           |           |
| Hưng Yên          | Huyện An Biên       |                 |                |                           |           |
| Kiên Bình         | Huyện Kiên Lương    |                 |                |                           |           |
| Lại Sơn           | Huyện Kiên Hải      |                 |                |                           |           |
| Lình Huỳnh        | Huyện Hòn Đất       |                 |                |                           |           |
| Long Thạnh        | Huyện Giồng Riềng   |                 |                |                           |           |
| Minh Hòa          | Huyện Châu Thành    |                 |                |                           |           |
| Minh Thuận        | Huyện U Minh Thượng |                 |                |                           |           |
| Mong Thọ          | Huyện Châu Thành    |                 |                |                           |           |
| Mong Thọ A        | Huyện Châu Thành    |                 |                |                           |           |
| Mong Thọ B        | Huyện Châu Thành    |                 |                |                           |           |
| Mỹ Hiệp Sơn       | Huyện Hòn Đất       |                 |                |                           |           |
| Mỹ Lâm            | Huyện Hòn Đất       |                 |                |                           |           |
| Mỹ Phước          | Huyện Hòn Đất       |                 |                |                           |           |
| Mỹ Thái           | Huyện Hòn Đất       |                 |                |                           |           |
| Mỹ Thuận          | Huyện Hòn Đất       |                 |                |                           |           |
| Nam Du            | Huyện Kiên Hải      |                 |                |                           |           |
| Nam Thái          | Huyện An Biên       |                 |                |                           |           |
| Nam Thái A        | Huyện An Biên       |                 |                |                           |           |
| Nam Thái Sơn      | Huyện Hòn Đất       |                 |                |                           |           |
| Nam Yên           | Huyện An Biên       |                 |                |                           |           |
| Ngọc Chúc         | Huyện Giồng Riềng   |                 |                |                           |           |
| Ngọc Hòa          | Huyện Giồng Riềng   |                 |                |                           |           |
| Ngọc Thành        | Huyện Giồng Riềng   |                 |                |                           |           |
| Ngọc Thuận        | Huyện Giồng Riềng   |                 |                |                           |           |
| Phi Thông         | Thành phố Rạch Giá  | 38,37           |                |                           |           |
| Phong Đông        | Huyện Vĩnh Thuận    |                 |                |                           |           |
| Phú Lợi           | Huyện Giang Thành   |                 |                |                           |           |
| Phú Mỹ            | Huyện Giang Thành   |                 |                |                           |           |
| Sơn Bình          | Huyện Hòn Đất       |                 |                |                           |           |
| Sơn Hải           | Huyện Kiên Lương    |                 |                |                           |           |
| Sơn Kiên          | Huyện Hòn Đất       |                 |                |                           |           |
| Tân An            | Huyện Tân Hiệp      |                 |                |                           |           |
| Tân Hiệp A        | Huyện Tân Hiệp      |                 |                |                           |           |
| Tân Hiệp B        | Huyện Tân Hiệp      |                 |                |                           |           |
| Tân Hòa           | Huyện Tân Hiệp      |                 |                |                           |           |
| Tân Hội           | Huyện Tân Hiệp      |                 |                |                           |           |
| Tân Khánh Hòa     | Huyện Giang Thành   |                 |                |                           |           |
| Tân Thành         | Huyện Tân Hiệp      |                 |                |                           |           |
| Tân Thạnh         | Huyện An Minh       |                 |                |                           |           |
| Tân Thuận         | Huyện Vĩnh Thuận    |                 |                |                           |           |
| Tây Yên           | Huyện An Biên       |                 |                |                           |           |
| Tây Yên A         | Huyện An Biên       |                 |                |                           |           |
| Thạnh Bình        | Huyện Giồng Riềng   |                 |                |                           |           |
| Thạnh Đông        | Huyện Tân Hiệp      |                 |                |                           |           |
| Thạnh Đông A      | Huyện Tân Hiệp      |                 |                |                           |           |
| Thạnh Đông B      | Huyện Tân Hiệp      |                 |                |                           |           |
| Thạnh Hòa         | Huyện Giồng Riềng   |                 |                |                           |           |
| Thạnh Hưng        | Huyện Giồng Riềng   |                 |                |                           |           |
| Thạnh Lộc         | Huyện Châu Thành    |                 |                |                           |           |
| Thạnh Lộc         | Huyện Giồng Riềng   |                 |                |                           |           |
| Thạnh Phước       | Huyện Giồng Riềng   |                 |                |                           |           |
| Thạnh Trị         | Huyện Tân Hiệp      |                 |                |                           |           |
| Thạnh Yên         | Huyện U Minh Thượng |                 |                |                           |           |
| Thạnh Yên A       | Huyện U Minh Thượng |                 |                |                           |           |
| Thổ Châu          | Thành phố Phú Quốc  | 13,95           |                |                           |           |
| Thổ Sơn           | Huyện Hòn Đất       |                 |                |                           |           |
| Thới Quản         | Huyện Gò Quao       |                 |                |                           |           |
| Thuận Hòa         | Huyện An Minh       |                 |                |                           |           |
| Thuận Yên         | Thành phố Hà Tiên   | 30,42           |                |                           |           |
| Thủy Liễu         | Huyện Gò Quao       |                 |                |                           |           |
| Tiên Hải          | Thành phố Hà Tiên   | 2,51            |                |                           |           |
| Vân Khánh         | Huyện An Minh       |                 |                |                           |           |
| Vân Khánh Đông    | Huyện An Minh       |                 |                |                           |           |
| Vân Khánh Tây     | Huyện An Minh       |                 |                |                           |           |
| Vĩnh Bình Bắc     | Huyện Vĩnh Thuận    |                 |                |                           |           |
| Vĩnh Bình Nam     | Huyện Vĩnh Thuận    |                 |                |                           |           |
| Vĩnh Điều         | Huyện Giang Thành   |                 |                |                           |           |
| Vĩnh Hòa          | Huyện U Minh Thượng |                 |                |                           |           |
| Vĩnh Hòa Hiệp     | Huyện Châu Thành    |                 |                |                           |           |
| Vĩnh Hòa Hưng Bắc | Huyện Gò Quao       |                 |                |                           |           |
| Vĩnh Hòa Hưng Nam | Huyện Gò Quao       |                 |                |                           |           |
| Vĩnh Hòa Phú      | Huyện Châu Thành    |                 |                |                           |           |
| Vĩnh Phong        | Huyện Vĩnh Thuận    |                 |                |                           |           |
| Vĩnh Phú          | Huyện Giang Thành   |                 |                |                           |           |
| Vĩnh Phú          | Huyện Giồng Riềng   |                 |                |                           |           |
| Vĩnh Phước A      | Huyện Gò Quao       |                 |                |                           |           |
| Vĩnh Phước B      | Huyện Gò Quao       |                 |                |                           |           |
| Vĩnh Thạnh        | Huyện Giồng Riềng   |                 |                |                           |           |
| Vĩnh Thắng        | Huyện Gò Quao       |                 |                |                           |           |
| Vĩnh Thuận        | Huyện Vĩnh Thuận    |                 |                |                           |           |
| Vĩnh Tuy          | Huyện Gò Quao       |                 |                |                           |           |